# Осада Пармы
Осада Пармы (итал. L'assedio di Parma) — осада Пармы войсками Священной Римской империи в период с июля 1247 по февраль 1248 года.

## Предыстория
В 1243 году бывший каноник кафедрального собора в Парме Синибальдо Фиески стал новым папой римским с именем Иннокентий IV. Император Фридрих II считался в тот период дружественно настроенным к Парме, но вступил в негласное соперничество со Святым Престолом за авторитет в этом городе, и в качестве одной из мер противостояния ему Иннокентий назначил своего племянника Альберто Санвитале новым епископом, а также настроил против императора несколько влиятельных семей Пармы, в том числе собственных сестёр. Новым подеста Пармы был избран беглый имперский министр Филиппо Висдомини из Пьяченцы. В ходе обострившегося противостояния влиятельные гвельфские семьи города, в том числе Росси, Корреджески, Лупи и Санвитале устроили совещание, на котором сочли военное противодействие напору императора безнадёжным и позднее отправились в изгнание (убежище им предоставила Пьяченца). В июле 1245 года имперские войска заняли Парму, вследствие чего Папа Иннокентий IV объявил об отлучении Фридриха II от церкви, низложении его с имперского и всех королевских престолов и освободил его подданных от присяги.
14 июня 1247 года в Пьяченце состоялось совещание изгнанных из Пармы противников императора. Здесь возобладала точка зрения Уго Санвитале и Джиберто да Дженте, поставивших в пример Брешию и Тревизо, которые сумели собственными силами отбиться от имперских войск, и доказывавших на этом основании необходимость скорейшей атаки на родной город ввиду выгодной военно-политической обстановки. После принятого решения отряд гвельфов захватил Парму.

## Осада
2 июля 1247 года подошедший к Парме со своей армией император Фридрих II установил осаду города.
Близ оплота гвельфов был разбит лагерь «Виктория», строительство которого началось немедленно, уже летом того же года, по указаниям астрологов — под знаком Марса, что предвещало победу. По мысли императора, Парма после взятия подлежала сносу, а её жители должны были составить население нового города, возведённого на месте лагеря и носящего его имя. Виктории монарх уготовил роль новой столицы своей империи. На помощь Парме пришли Верона и Пьяченца, а также папский легат в Ломбардии Грегорио да Монтелонго, который занялся разработкой масштабных боевых действий против имперских сил на фронте длиной около 20 километров. Однако, 18 февраля 1248 года Фридрих II возглавил операцию против отряда защитников Пармы, которому была поставлена задача отвлечь основные силы осаждающих действиями вдали от города. Между тем городское ополчение, в котором приняли участие даже женщины, подростки и старики, совершило вылазку и захватило лагерь «Виктория». Он был полностью уничтожен, имперская казна и корона, а также кремонская карроччо захвачены. Император со своими войсками отступил через перевал Чиза в Тоскану.